# شيلا إيكولز
شيلا إيكولز (بالإنجليزية: Sheila Echols) هي منافسة ألعاب القوى أمريكية، ولدت في 2 أكتوبر 1964 في ممفيس في الولايات المتحدة.

## وصلات خارجية
- شيلا إيكولز على موقع الاتحاد الدولي لألعاب القوى (الإنجليزية)
- شيلا إيكولز على موقع اللجنة الأولمبية الدولية (الإنجليزية)
- شيلا إيكولز على موقع أوليمبيديا (الإنجليزية)